# ساموئل جونز (ورزشکار)
 ساموئل جونز (انگلیسی: Samuel Jones؛ ۱۶ ژانویهٔ ۱۸۸۰ – ۱۳ آوریل ۱۹۵۴) یک ورزشکار اهل ایالات متحده آمریکا بود.